# Cykarzew Stary (gromada)
Cykarzew Stary – dawna gromada, czyli najmniejsza jednostka podziału terytorialnego Polskiej Rzeczypospolitej Ludowej w latach 1954–1972.
Gromady, z gromadzkimi radami narodowymi (GRN) jako organami władzy najniższego stopnia na wsi, funkcjonowały od reformy reorganizującej administrację wiejską przeprowadzonej jesienią 1954 do momentu ich zniesienia z dniem 1 stycznia 1973, tym samym wypierając organizację gminną w latach 1954–1972.
Gromadę Cykarzew Stary z siedzibą GRN w Cykarzewie Starym (w obecnym brzmieniu Stary Cykarzew) utworzono – jako jedną z 8759 gromad na obszarze Polski – w powiecie częstochowskim w woj. stalinogrodzkim, na mocy uchwały nr 17/54 WRN w Stalinogrodzie z dnia 5 października 1954. W skład jednostki weszły obszary dotychczasowych gromad Cykarzew Stary, Cykarzew Północny i Grabówka ze zniesionej gminy Cykarzew Stary w tymże powiecie. Dla gromady ustalono 15 członków gromadzkiej rady narodowej.
20 grudnia 1956 województwo stalinogrodzkie przemianowano (z powrotem) na katowickie.
1 stycznia 1958 do gromady Cykarzew Stary przyłączono obszar zniesionej gromady Broniszew Nowy w tymże powiecie.
31 grudnia 1961 do gromady Cykarzew Stary włączono wieś Kocin Stary z przysiółkami Dżystka Kolonia, Parcele i Przedkocin oraz leśniczówką Lemańsk ze zniesionej gromady Rybna w tymże powiecie
Gromada przetrwała do końca 1972 roku, czyli do kolejnej reformy gminnej.